# 2008年
2008年（2008 ねん）は、西暦（グレゴリオ暦）による、火曜日から始まる閏年。平成20年。
この項目では国際的な視点に基づいた2008年について記載する。

## 他の紀年法
- 干支：戊子（つちのえ ね）
- 日本（月日は一致）
  - 平成20年
  - 皇紀2668年
- 大韓民国（月日は一致）
  - 檀紀4341年
- 中華民国（月日は一致）
  - 中華民国97年
- 朝鮮民主主義人民共和国（月日は一致）
  - 主体97年
- 仏滅紀元：2550年閏9月8日 - 2551年10月5日
- イスラム暦：1428年12月22日 - 1430年1月3日
- ユダヤ暦：5768年4月23日 - 5769年4月4日
- Unix Time：1199145600 - 1230767999
- 修正ユリウス日(MJD)：54466 - 54831
- リリウス日(LD)：155307 - 155672

## カレンダー
| 1月 |    |    |    |    |    |    |
| 日  | 月 | 火 | 水 | 木 | 金 | 土 |
|     |    | 1  | 2  | 3  | 4  | 5  |
| 6   | 7  | 8  | 9  | 10 | 11 | 12 |
| 13  | 14 | 15 | 16 | 17 | 18 | 19 |
| 20  | 21 | 22 | 23 | 24 | 25 | 26 |
| 27  | 28 | 29 | 30 | 31 |    |    |
|     |    |    |    |    |    |    |

| 2月 |    |    |    |    |    |    |
| 日  | 月 | 火 | 水 | 木 | 金 | 土 |
|     |    |    |    |    | 1  | 2  |
| 3   | 4  | 5  | 6  | 7  | 8  | 9  |
| 10  | 11 | 12 | 13 | 14 | 15 | 16 |
| 17  | 18 | 19 | 20 | 21 | 22 | 23 |
| 24  | 25 | 26 | 27 | 28 | 29 |    |
|     |    |    |    |    |    |    |

| 3月 |    |    |    |    |    |    |
| 日  | 月 | 火 | 水 | 木 | 金 | 土 |
|     |    |    |    |    |    | 1  |
| 2   | 3  | 4  | 5  | 6  | 7  | 8  |
| 9   | 10 | 11 | 12 | 13 | 14 | 15 |
| 16  | 17 | 18 | 19 | 20 | 21 | 22 |
| 23  | 24 | 25 | 26 | 27 | 28 | 29 |
| 30  | 31 |    |    |    |    |    |
|     |    |    |    |    |    |    |

| 4月 |    |    |    |    |    |    |
| 日  | 月 | 火 | 水 | 木 | 金 | 土 |
|     |    | 1  | 2  | 3  | 4  | 5  |
| 6   | 7  | 8  | 9  | 10 | 11 | 12 |
| 13  | 14 | 15 | 16 | 17 | 18 | 19 |
| 20  | 21 | 22 | 23 | 24 | 25 | 26 |
| 27  | 28 | 29 | 30 |    |    |    |
|     |    |    |    |    |    |    |

| 5月 |    |    |    |    |    |    |
| 日  | 月 | 火 | 水 | 木 | 金 | 土 |
|     |    |    |    | 1  | 2  | 3  |
| 4   | 5  | 6  | 7  | 8  | 9  | 10 |
| 11  | 12 | 13 | 14 | 15 | 16 | 17 |
| 18  | 19 | 20 | 21 | 22 | 23 | 24 |
| 25  | 26 | 27 | 28 | 29 | 30 | 31 |
|     |    |    |    |    |    |    |

| 6月 |    |    |    |    |    |    |
| 日  | 月 | 火 | 水 | 木 | 金 | 土 |
| 1   | 2  | 3  | 4  | 5  | 6  | 7  |
| 8   | 9  | 10 | 11 | 12 | 13 | 14 |
| 15  | 16 | 17 | 18 | 19 | 20 | 21 |
| 22  | 23 | 24 | 25 | 26 | 27 | 28 |
| 29  | 30 |    |    |    |    |    |
|     |    |    |    |    |    |    |

| 7月 |    |    |    |    |    |    |
| 日  | 月 | 火 | 水 | 木 | 金 | 土 |
|     |    | 1  | 2  | 3  | 4  | 5  |
| 6   | 7  | 8  | 9  | 10 | 11 | 12 |
| 13  | 14 | 15 | 16 | 17 | 18 | 19 |
| 20  | 21 | 22 | 23 | 24 | 25 | 26 |
| 27  | 28 | 29 | 30 | 31 |    |    |
|     |    |    |    |    |    |    |

| 8月 |    |    |    |    |    |    |
| 日  | 月 | 火 | 水 | 木 | 金 | 土 |
|     |    |    |    |    | 1  | 2  |
| 3   | 4  | 5  | 6  | 7  | 8  | 9  |
| 10  | 11 | 12 | 13 | 14 | 15 | 16 |
| 17  | 18 | 19 | 20 | 21 | 22 | 23 |
| 24  | 25 | 26 | 27 | 28 | 29 | 30 |
| 31  |    |    |    |    |    |    |
|     |    |    |    |    |    |    |

| 9月 |    |    |    |    |    |    |
| 日  | 月 | 火 | 水 | 木 | 金 | 土 |
|     | 1  | 2  | 3  | 4  | 5  | 6  |
| 7   | 8  | 9  | 10 | 11 | 12 | 13 |
| 14  | 15 | 16 | 17 | 18 | 19 | 20 |
| 21  | 22 | 23 | 24 | 25 | 26 | 27 |
| 28  | 29 | 30 |    |    |    |    |
|     |    |    |    |    |    |    |

| 10月 |    |    |    |    |    |    |
| 日   | 月 | 火 | 水 | 木 | 金 | 土 |
|      |    |    | 1  | 2  | 3  | 4  |
| 5    | 6  | 7  | 8  | 9  | 10 | 11 |
| 12   | 13 | 14 | 15 | 16 | 17 | 18 |
| 19   | 20 | 21 | 22 | 23 | 24 | 25 |
| 26   | 27 | 28 | 29 | 30 | 31 |    |
|      |    |    |    |    |    |    |

| 11月 |    |    |    |    |    |    |
| 日   | 月 | 火 | 水 | 木 | 金 | 土 |
|      |    |    |    |    |    | 1  |
| 2    | 3  | 4  | 5  | 6  | 7  | 8  |
| 9    | 10 | 11 | 12 | 13 | 14 | 15 |
| 16   | 17 | 18 | 19 | 20 | 21 | 22 |
| 23   | 24 | 25 | 26 | 27 | 28 | 29 |
| 30   |    |    |    |    |    |    |
|      |    |    |    |    |    |    |

| 12月 |    |    |    |    |    |    |
| 日   | 月 | 火 | 水 | 木 | 金 | 土 |
|      | 1  | 2  | 3  | 4  | 5  | 6  |
| 7    | 8  | 9  | 10 | 11 | 12 | 13 |
| 14   | 15 | 16 | 17 | 18 | 19 | 20 |
| 21   | 22 | 23 | 24 | 25 | 26 | 27 |
| 28   | 29 | 30 | 31 |    |    |    |
|      |    |    |    |    |    |    |

## できごと

### 1月
- 1月1日
  - 温室効果ガスの削減を義務付けた京都議定書（1997年12月採択、2005年2月発効）の約束期間スタート。
  - キプロス、マルタ、アクロティリおよびデケリア（キプロス島内のイギリスの海外領土）がユーロ導入[1]。
  - ベネズエラ政府、通貨ボリバルの1000分の1切り下げを実施。ウゴ・チャベス大統領、新通貨の名称を「強いボリバル」という意味のボリバル・フエルテと定める[2]。
- 1月2日 - 原油先物相場が急騰が止まらず、ニューヨークでは一時1バレル＝100.00ドルを記録し、初の100ドル台に[3]。この後も7月半ばまで断続的に価格が上昇。
- 1月3日 - アメリカ合衆国大統領選挙予備選挙第1戦となるアイオワ州での民主党、共和党両党の党員集会で、民主党はバラク・オバマ、共和党はマイク・ハッカビーをそれぞれ選出[4]。
- 1月5日 - グルジア大統領選挙で、ミハイル・サアカシビリが再選される[5]。
- 1月7日
  - ウィキア社がWikia Searchアルファ版を公開[6]。
  - 当初2月10日に予定されていた2008年ゴールデン・グローブ賞の表彰式が、アメリカ合衆国脚本家組合のストライキの影響で中止されることが発表される。13日に賞のみ発表[7]。
- 1月8日
  - モルディブで、マウムーン・アブドル・ガユーム大統領暗殺未遂事件発生[8]。
- 1月9日 - ジョージ・ウォーカー・ブッシュアメリカ合衆国大統領、イスラエルを含む中東6か国歴訪開始[9]。
- 1月10日 - 松下電器産業、同年10月1日から社名を「パナソニック株式会社」（英名：Panasonic Corporation）と変更することを発表[10]。
- 1月11日
  - 米デルタ航空、ノースウエスト航空またはユナイテッド航空と合併交渉に入ることを発表[11]。
  - イラク・バグダードで、過去100年以上の観測史上初となる降雪を観測[12]。
- 1月12日
  - 台湾立法委員選挙投票日。中国国民党が圧勝、与党民進党大敗。同時実施された2件の公民投票は不成立。
  - 南極海で、グリーンピースが日本の捕鯨船団を追跡し調査捕鯨を実力阻止。
- 1月13日 - オーストラリア人の男性2名が、史上初めてカヤックでタスマン海を横断することに成功、オーストラリアから62日間かけてニュージーランドに到着[13]。
- 1月15日
  - オーストラリア連邦裁判所、オーストラリアが自国の排他的経済水域と主張しており、独自に「クジラ保護区」に指定している南極沿岸の南極海一部海域での日本の調査捕鯨の差し止めを命じる[14]。同判決は国際法に適合しないとして調査捕鯨を継続していた日本の調査捕鯨船団の一つ「第二勇新丸」に、米環境保護団体「シーシェパード」の船舶が意図的に衝突し、メンバー2名が第二勇新丸に乱入したため乗組員が2人を拘束[15]、1月17日に海上でオーストラリア当局に2人を引き渡す[16]。その直後、船団のうち1隻「第3勇新丸」もシーシェパードからの妨害を受ける[17]。オーストラリアのステファン・スミス外相がシーシェパードの「違法な活動」を批判。
  - 米FDA、体細胞クローン技術で生み出された牛、豚、ヤギなどの肉を食品として利用することについて、従来の家畜と安全性に違いはないという事実上の安全宣言を発表[18]。
- 1月17日 - ロンドン・ヒースロー空港で、ブリティッシュ・エアウェイズ38便(ボーイング777)の両エンジンが停止し滑走路手前の緑地に不時着、左主翼などを破損し、13人が負傷（ブリティッシュ・エアウェイズ38便事故）。
- 1月18日
  - 日本の海洋研究開発機構とロシア科学アカデミーの研究により、シベリア東部の永久凍土地帯の地温が約3度上昇し、2004年以来夏季に永久凍土表層の融解が急速に進行していることが判明[19]。
  - 国連国際防災戦略、2007年の世界各地の自然災害による経済損失が625億米ドルに達し、最も被害額が大きかった災害が新潟県中越沖地震の125億ドル（1兆3300億円）であったことを発表[20]。
- 1月21日
  - 東京証券取引所の日経平均株価が535円35銭値下げしたのをはじめ[21]、インド・ムンバイ証券取引所で平均株価が一日当たり過去最大の下げ幅を記録するなどアジア各地の証券市場が軒並み暴落[22]。
- 1月22日 - 米FRB、前日から続く世界同時株安に対応するため、フェデラルファンド金利の0.75%緊急利下げを行うが[23]、祝日明けのニューヨーク証券取引所でも暴落[24]。翌23日、日本を含むアジア各国市場は回復も、ヨーロッパではヨーロッパ中央銀行が利下げに慎重な姿勢を示したため不安定な状況が続く[25]。
- 1月23日 - 米上院調査小委員会、北朝鮮が国連開発計画 (UNDP) が支給した支援事業費を悪用したと報告[26]。
- 1月24日
  - 日米両政府、沖縄本島周辺の航空管制システム「嘉手納ラプコン」を2010年3月までに日本側に返還することで合意[27]。
  - イタリア首相のロマーノ・プローディが、上院（元老院）における内閣信任決議案の否決を受けて大統領のジョルジョ・ナポリターノに辞表を提出[28]。
- 1月30日
  - イタリアのナポリターノ大統領、フランコ・マリーニ上院議長に暫定内閣の組閣を要請。マリーニ議長は受諾[29]。
  - ルドルフ・ジュリアーニ、ジョン・エドワーズ両候補がアメリカ合衆国大統領選挙からの撤退を発表。
  - 火星への衝突確率1万分の1とされた直径50m程の小惑星 (2007 WD5) が約50,000km/hで火星を近傍通過[30]。
  - ヨーロッパとエジプトを結ぶ海底ケーブル2本が損傷を受け、アフリカ、中東、インドなどでインターネット接続や国際電話に障害が発生[31]。
  - 中国河北省の工場で製造され、日本に輸入された冷凍餃子や食材から、殺虫剤などに使用される有毒成分メタミドホスが検出され、日本、中国両政府が調査[32][33]（→中国産食品の安全性#殺虫剤が混入した冷凍餃子中毒事件（2007–2010））。

### 2月
- 2月1日 - マイクロソフト、ヤフーに対し446億ドルでの企業買収提案[34]。ヤフーは後に提案を拒否[35]。
- 2月2日 - アフリカ・チャド共和国の首都ンジャメナで、反政府勢力と政府軍による市街戦発生。540人死亡[36]。
- 2月3日 - セルビア大統領選挙で、ボリス・タディッチ大統領が再選[37]。
- 2月4日 - イランが宇宙センター開設、初の国産宇宙ロケットを打ち上げる[38]。
- 2月5日
  - イタリア共和国大統領のジョルジョ・ナポリターノが、イタリア議会上下両院の解散を閣僚評議会議長（首相）のロマーノ・プローディに指示。4月13日・14日に総選挙を実施することが確定的となった[39]。
  - アメリカ合衆国中西部を襲う1985年以来の大規模竜巻群が発生、テネシー州、アーカンソー州などで大被害、少なくとも58人が死亡、竜巻被害として最悪の死者数[40]。
  - アメリカ合衆国大統領選挙予備選挙「スーパーチューズデー」。共和党はジョン・マケインが優勢となる。民主党はヒラリー・クリントンが獲得代議員数では優勢となるも、バラック・オバマが勝利した州の数では上回り拮抗[41]。
- 2月7日
  - 南半球を中心に日食。昭和基地などで観測される[42]。
  - アメリカ合衆国大統領選挙で、共和党候補だったミット・ロムニー前マサチューセッツ州知事が撤退を表明。
- 2月9日 - ロンドンのカムデン市場で火災発生[43]。
- 2月10日 - 韓国ソウル中区の南大門で火災発生、国宝の楼閣が全焼[44]。
- 2月11日
  - ラモス・ホルタ東ティモール大統領が、ディリの官邸で武装勢力に銃撃され重傷[45]。
  - 米海兵隊員14歳沖縄少女強姦事件[46]について、日本の外務省がアメリカ大使館に正式抗議[47]。福田康夫内閣総理大臣も遺憾の意を表明[48]。
  - タイでナイトクラブやパブ、カラオケ・バー、ディスコなどが全面禁煙となる[49]。
- 2月12日
  - ブリヂストンが、南アメリカや東南アジア各国で公務員に対する賄賂として使われたとみられる総額1億5千万円の「不正支出」を行っていたことが社内調査により判明[50]。同社が世界シェアの約4割を占めるマリンホース事業からの撤退を決定[51]。
  - スティーヴン・スピルバーグが、自身が務める予定となっていた北京オリンピックの開会式および閉会式の芸術監督を、スーダン・ダルフール問題に対する中国政府の対応に対する不満を理由に辞退することを発表[52]。
- 2月13日
  - ケビン・ラッドオーストラリア首相、同国政府首相として初めて、先住民族アボリジニのいわゆる「盗まれた世代」に対して公式謝罪[53]。
  - マレーシア連邦のアブドゥラ・ビン・アフマッド・バダウィ首相は連邦議会の下院を解散し、総選挙を行うと発表した。選挙の投票は3月に行われる予定[54]。
- 2月14日 - アメリカ・イリノイ州の北イリノイ大学で銃乱射事件発生。6人死亡16人が負傷。犯人は犯行後自殺[55]。
- 2月16日 - ジョージ・W・ブッシュ アメリカ合衆国大統領、ベナン、タンザニア、ルワンダ、ガーナ、リベリアのアフリカ5か国を歴訪[56]。
- 2月17日
  - アフガニスタン・カンダハルで、約100人が死亡する自爆テロ発生。2001年のタリバン政権崩壊後最悪の被害[57]。
  - アメリカ合衆国農務省、カリフォルニア州の食肉処理会社で、BSE感染の恐れのある「へたり牛」が食肉処理されたりした疑いが浮上したとして、冷凍牛肉1億4千3百万ポンド（約6万トン）の自主回収を開始[58]。
  - コソボ共和国が、セルビア共和国が承認しない中、独立を宣言[59]。宣言後、国連安保理の非公式会合が招集され、ロシアが安保理決議違反だとして潘基文事務総長に独立無効を宣言するよう要求[60]。会合後、ベルギーの国連大使が、同国およびイギリス、イタリア、クロアチア、ドイツ、フランスのEU加盟6か国およびアメリカ合衆国の連名でコソボ共和国を承認する旨の共同声明を発表[61]。
- 2月18日
  - パキスタンで総選挙。本来1月8日に予定されていたが、ブット元首相暗殺事件により後倒しされた。ブット元首相が属していたパキスタン人民党など野党が過半数を獲得、ムシャラフ大統領派は大敗[62]。
  - イギリス政府、国内第5位の住宅ローン専門銀行ノーザン・ロックを、同行の破綻防止のため国有化することを決定[63]。
  - ヴォイスラヴ・コシュトニツァセルビア共和国首相、コソボを国家承認したアメリカ合衆国など各国に抗議の意を表明、各国駐在大使に対し召還命令[64]。セルビア国民議会、コソボ独立宣言を無効とする決議案を採択[65]。
  - 国連安保理の公式会合で、ロシアが改めてコソボ独立宣言の無効を主張、中国も安保理決議を尊重していないとして独立を批判、非常任理事国のベトナム、インドネシアも懸念を表明[66]。
  - ライス米国務長官、アメリカ合衆国政府のコソボ独立正式承認を発表[67]。EU加盟国のうち少なくとも17か国[68]、日本[69]、トルコ[70]等の政府関係者が早期承認の意向を表明。
- 2月19日
  - フィデル・カストロキューバ国家評議会議長、退任の意向を表明[71]。
  - 東芝、HD DVD市場からの撤退を正式発表[72]。
  - アルメニア共和国大統領選挙で、アラム・サルキシャンが初当選[73]。
  - イージス艦衝突事故。
- 2月20日
  - インドネシア・スマトラ島西方のシムル島沖のインド洋で、マグニチュード7.5の地震発生[74]。
  - アメリカ合衆国海軍、ハワイ州西方の太平洋上に配備したミサイル巡洋艦レイク・エリーからミサイルを発射し、地球上に落ちた場合有害となる燃料を搭載した軍事衛星を宇宙空間で破壊することに成功[75][76]。
  - 北アメリカ、南アメリカ、ヨーロッパ、アフリカ、西アジアで皆既月食[77]。
- 2月21日 - セルビア・ベオグラードで、コソボ独立に反対するセルビア人による大規模デモ発生[78]。
- 2月22日
  - アメリカ・ロサンゼルス市警察、同市内で1981年に日本人妻が殺されたいわゆるロス疑惑について、日本国内では殺人に関しては無罪となった元夫を、旅行先の北マリアナ連邦サイパンで逮捕[79]。
  - ベネズエラ・メリダで、サンタ・バーバラ航空518便（ATR 42-300）が墜落。乗員乗客46人全員死亡[80]。
- 2月24日 - キューバ国家評議会、フィデル・カストロの後継となる議長に実弟のラウル・カストロを満場一致で選出[81]。
- 2月25日
  - 李明博が第17代大韓民国大統領に就任[82]。就任式後に行った日韓首脳会談で、福田康夫総理大臣とシャトル外交再開で合意。[83]
- 2月27日 - シンガポールで無期限拘束されていた、イスラム原理主義組織ジェマ・イスラミアの幹部マススラマット・ビンカスタリが、拘置中の施設から逃亡。[84]
- 2月28日 - タクシン・シナワット元タイ首相が1年5か月ぶりに帰国。同日、汚職防止法違反容疑で警察当局により逮捕されるが、900万バーツの保釈金を払い釈放。[85]
- 2月29日 - フィリピン・マニラで、ジョセフ・エストラーダ、コラソン・アキノ元大統領も参加し、グロリア・アロヨ政権の退陣を求める数万人規模の反政府デモ開催。[86]

### 3月
- 3月1日
  - シンガポールに、直径150m、最高地点の高さ165mと、それまで世界一のロンドン・アイを上回り世界一の大観覧車となる「シンガポール・フライヤー」正式オープン[87]。
  - インターネットブラウザ、Netscape Navigatorのサポートがこの日で終了。[88]
- 3月2日 - ロシア連邦大統領選挙の投票および開票が行われ、ドミートリー・メドヴェージェフ第一副首相が圧倒的大差で当選[89]。
- 3月3日
  - 南氷洋で、反捕鯨団体シー・シェパードが日本の捕鯨船日新丸に対し薬品の入ったボトルを投げるなど攻撃、4人が軽傷を負う。[90]日本国外務省、シー・シェパードの船舶が船籍を置くオランダの駐日大使を呼び、適切な処置を講じるよう要請。オーストラリアのスミス外相、シー・シェパードに対する非難声明を発表。[91]
  - エクアドル政府、コロンビアが左翼ゲリラ『コロンビア革命軍』の掃討作戦をエクアドル領土内で行ったことに強く反発、国交断絶をコロンビア政府に通告。[92]
- 3月4日 - アメリカ合衆国大統領選挙の共和党候補がジョン・マケインに決定。[93]
- 3月6日
  - ダニエル・ホセ・オルテガ・サアベドラ ニカラグア共和国大統領、エクアドル政府に同調、コロンビアとの外交関係断絶を表明[94]。
  - Google、アメリカ合衆国国防総省の依頼に応じ、Google Earthから米軍基地の一部の画像を削除。[95]
- 3月8日 - 国際捕鯨委員会、ロンドンで行われた会合で、日本の捕鯨船に対し危険な妨害工作を継続しているシー・シェパードに対する名指しの非難声明を採択。[96]
- 3月13日 - 円高が進み、東京外国為替市場で一時1ドル＝100円を割りこむ。100円を下回ったのは1995年以来12年ぶり。
- 3月14日 - 中国・チベット自治区で、中国政府に対する抗議運動から大規模暴動に発展。少なくとも203人が死亡、1000人以上が負傷。953人が拘束され、うち403人が逮捕される。（2008年のチベット騒乱）[97][98]
- 3月22日 - 第12任中華民国総統選挙で、中国国民党候補の馬英九が民主進歩党候補の謝長廷を大差で退け、第12代目中華民国総統に当選。5月20日に総統就任予定[99]。
- 3月25日 - ユサフ・ギラニパキスタン人民党副総裁がパキスタン新首相に就任。[100]
- 3月31日 - ネパール政府、カトマンズの中国大使館前で発生した抗議運動に参加したチベット難民およびチベット仏教僧侶ら259名を拘束。翌4月1日にも90人を拘束。[101]

### 4月
- 4月1日 - 2015年の国際博覧会の開催地がイタリア・ミラノに決定。
- 4月6日
  - スリランカ共和国のコロンボで開催されたマラソン大会のスタート直前に爆弾が投げ込まれ、ジャハル・フェルナンドプレ道路開発大臣らが12人が死亡、90人以上が負傷。スリランカ政府はこの事件をテロ組織『タミル・イーラム解放のトラ』の犯行であると見ている[102]。
  - モンテネグロ大統領選挙が施行され、現職のフィリップ・ヴヤノヴィッチが過半数の得票を獲得し、再選勝利宣言[103]。
  - イギリス・ロンドンで行われた北京オリンピック聖火リレーで、チベットでの人権弾圧に抗議し、リレーを妨害しようとした者計37人を逮捕[104]。翌日、フランス・パリで行われた際は、3度にわたり火が消され、妨害行為により28人が拘束される[105]。
- 4月8日 - アメリカ合衆国のノースカロライナ州で当時22歳だった女性が失踪するという事件が発生する。

- 4月10日 - チベット仏教最高指導者ダライ・ラマ14世、日本への立ち寄り後、アメリカ合衆国訪問[106]。
- 4月11日 - 日本政府、4月13日に期限を迎える予定だった朝鮮民主主義人民共和国への経済制裁措置の半年間延長を決定[107]。
- 4月13日・14日 - イタリア議会（元老院・代議院）総選挙が施行され、シルヴィオ・ベルルスコーニ率いる右派・中道連合の自由の人民が両院で過半数を獲得した。この結果、イタリアは第三次ベルルスコーニ政権が発足することが確実な情勢となった[108]。
- 4月14日 - アメリカ合衆国大手航空会社デルタ航空がノースウエスト航空の買収による合併合意を発表[109]。
- 4月15日 - そごう主要店舗で稼働していた、世界の人形時計のからくり機能の運用が終了。
- 4月16日 - ペルー最高裁判所はアルベルト・ケンヤ・フジモリ元大統領が側近に命じたとされる違法捜査事件について、職権乱用罪による禁固6年、公職停止2年、罰金40万ソル（約1,300万円）の判決を言い渡した一審判決を支持し、元大統領側の控訴を棄却した[110]。
- 4月25日 - スリランカ共和国のコロンボ近郊のピリヤンダラで、路線バスが突然爆発し、26名が死亡し、約50名が負傷した。
スリランカ当局はこの爆発事件についてテロ組織『タミル・イーラム解放のトラ』の犯行であると見ている[111]。

### 5月
- 5月1日
  - 日本国外務省への公電連絡によると現地時間の5月1日14時30分頃、ボリビア共和国ポトシ州ウユニ付近で日本人観光客5人が乗車していた車両とイスラエル人観光客7人が乗車した車両が正面衝突する交通事故が発生し、日本人観光客5人を含む13人が死亡した。[112]
- 5月2日
  - 大型サイクロンがミャンマーを直撃、特にエヤワディ地区に被害が集中している模様で、ミャンマー国営放送はこのサイクロンで350人近くが死亡したと報じた。[113]
  - 韓国で李明博政権の米国産牛肉の輸入再開に対し反発する市民が集会を開き、以後数か月に渡り抗議デモが続く（2008年韓国蝋燭デモ）。
- 5月3日 - 2006年末に国連総会で採択された『障害者の権利条約』が発効。今までに185ヶ国が批准している。[114]
- 5月6日 - 元F1ドライバー鈴木亜久里率いるスーパーアグリF1チームが、2008年スペイングランプリを以っての撤退を発表した。
- 5月7日 - ドミートリー・メドヴェージェフ：ロシア連邦新大統領の就任式が執り行われ、首相に就任するウラジーミル・プーチン前大統領と共にロシアは“双頭の鷲”体制へ移行。[115]
- 5月8日 - シルヴィオ・ベルルスコーニ：イタリア共和国新閣僚評議会議長の就任宣誓式が執り行われ、第3次ベルルスコーニ政権が正式に発足。[116]

四川大地震の震央（中国四川省汶川県）

- 5月12日 - 四川大地震の発生 ：中華人民共和国四川省汶川県を震央とするマグニチュード8.0の巨大地震が起こる（■右の画像を参照）。新華社通信は四川省・甘粛省・重慶市・雲南省等で約4万人が死亡したと報じた。[117]
- 5月20日 - 中華民国（台湾）の馬英九新総統が就任。[118]
- 5月26日 - 日本のプロスキーヤー三浦雄一郎が、日本人最高齢となる75歳7か月でのチョモランマ登頂を果たした[119]。
- 5月28日 - ネパールの憲法制定議会において、王制廃止と共和制施行が決議され、建国以来240年続いた王制国家の幕を閉じた。[120]
- 5月30日 - アイルランドの首都ダブリンで開かれていた軍縮交渉「オスロ・プロセス」の会議で、クラスター弾に関する条約が参加107か国の全会一致で採択される。[121]

### 6月
- 6月1日
  - アメリカ合衆国ロスアンジェルス市郊外のユニバーサルスタジオで火災事故が発生した。現地消防当局が消火を行っている。[122]
  - IATA発行の航空券から紙媒体が廃止され、電子航空券化される[123]。
- 6月8日 - 秋葉原通り魔事件。東京都千代田区外神田(秋葉原)において、当時25歳の加藤智大が2トントラックとダガーナイフを用いて通行人を無差別に襲撃し、7名が死亡、10名が負傷した通り魔事件。
- 6月10日 - スーダン共和国の首都ハルツームのハルツーム国際空港において、アンマン国際空港（ ヨルダン）発ハルツーム行きスーダン航空109便が着陸に失敗。乗客乗員217人のうち、30人が死亡した（スーダン航空109便オーバーラン事故）。
- 6月22日 - フィリピン共和国中部のシブヤン海沖で大型客船がエンジントラブルから座礁事故を起こし、沈没した。この事故で乗客・乗員約800名の大半が行方不明となっている。なお、現場海域では台風が襲来していたという。[124]
- 6月7日 - 6月29日 - サッカー欧州選手権2008 スイスとオーストリアによる共同開催[125]。スペインが44年ぶりに優勝。
- 6月13日 - アイルランドが国民投票でリスボン条約否決。
- 6月14日 - 9月14日 - スペイン・サラゴサでサラゴサ国際博覧会開催[126]。
- 6月14日 - 午前8時43分（JST）頃に岩手県内陸南部（仙台市の北約90km、東京の北北東約390km）を震源とするマグニチュード7.2の地震が発生。岩手県奥州市と宮城県栗原市において最大震度6強を観測し、被害もこの2市を中心に発生した。

### 7月
- 7月1日 - 日本政府、海上自衛隊のインド洋における補給支援活動の6か月延長を決定。
- 7月2日 - コロンビアでコロンビア革命軍に誘拐されていたフランス国籍の女性政治家イングリッド・ベタンクールが約6年半ぶりに救出される。
- 7月6日 - 日米首脳会談、日加首脳会談
- 7月7日 - 7月9日 - 日本が開催国となる第34回主要国首脳会議（G8サミット）が北海道洞爺湖町で開催[127]。
- 7月11日 - 世界的な原油の商品先物取引価格の高騰が進み、ニューヨークでは一時1バレル=147.27ドルの史上最高値をつけた。このピークを境に、景況の悪化もあり原油価格は下落局面に入る。
- 7月11日 - スマートフォンのiPhone 3Gが日本を含む22か国で発売される（日本国内向けとしては初のiphone）。
- 7月21日 - 中華人民共和国雲南省昆明市で路線バス2台が相次いで爆発し、3人が死亡、14人が負傷する事件が発生した[128]。（昆明バス爆破事件）
- 7月23日 - 為替市場で対円のユーロ相場が1ユーロ＝169.93円と歴代最安値を記録した。

### 8月

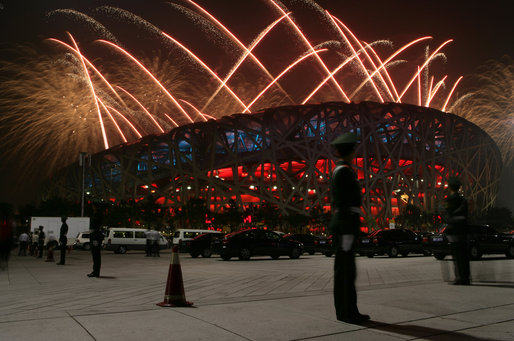
北京オリンピックのメインスタジアム、“鳥の巣”こと北京国家体育場

- 8月1日 - カナダ、ロシア（シベリア）、モンゴル、中国北部などで皆既日食[129]。
- 8月6日 - モーリタニアでムハンマド・ウルド・アブデルアズィーズらがクーデター。アブデルアズィーズが高等国家評議会議長に就任。
- 8月8日 - 8月24日 - 北京オリンピックの開催[130]。
- 8月8日 - グルジアが同国からの独立を宣言している南オセチア自治州の併合を企図して軍事行動を開始。これに対し、南オセチアの独立を支持するロシア連邦がグルジア共和国に対して戦闘機による空爆を行うなどの軍事作戦に踏み切り、グルジアとロシアの両国で戦闘状態となった[131]。
- 8月18日 - パキスタンでパルヴェーズ・ムシャラフ大統領が、反大統領派の弾劾圧力を受け辞任。
- 8月28日 - 高さ492m・101階建ての超高層ビル「上海環球金融中心 (Shanghai World Financial Center)」が上海に完成[132]。

### 9月
- 9月6日 - 17日 - 北京パラリンピック[133]
- 9月15日 - アメリカの大手投資銀行リーマン・ブラザーズが連邦倒産法第11章の適用を申請し、経営破綻(リーマン・ショック)。
- 9月16日 - アメリカの最大手保険会社AIGの破綻を回避するために米連邦準備制度理事会(FRB)が同社への最大で約850億ドルの融資を承認。
- 9月23日 - スマートフォン用OSのAndroid 1.0がリリース。
- 9月29日 - アメリカで金融安定化法案が否決。これをきっかけに金融危機が世界的に拡大。

※この月頃にリーマン・ショックが表面化する。

### 10月
- 10月1日 - 松下電器産業が社名を「パナソニック株式会社」に変更、国内での商標も「Panasonic」に統一。これに合わせて「松下」「ナショナル」を冠するグループ会社の社名も「パナソニック電工株式会社」など「パナソニック」を冠する社名に変更、「松下グループ」も「パナソニックグループ」となった[10]。
- 10月3日 - アメリカ合衆国政府、緊急経済安定化法を可決、成立[134]。
- 10月6日 - 協定世界時6時39分に小惑星2008 TC3を発見。約20時間後の10月7日2時46分に地球に落下。隕石が落下前に発見された初の事例。
- 10月12日 - リトアニアで議会選挙第1回投票と原発操業をめぐる国民投票が同時に実施される。国民投票は投票率が50%に満たず無効となる。
- 10月13日 - ニューヨーク証券取引所のダウ平均株価が前日比936ドル42セント、11.08%上昇し、史上最大の上げ幅を記録[135]。
- 10月17日 - 国際連合総会で、2009年から2年間の任期となる非常任理事国に、アジアから日本、アフリカからウガンダ、中南米からメキシコ、ヨーロッパからオーストリア、トルコの計5か国を選出[136]。
- 10月23日 - イエメンで発生した暴風雨の影響により、洪水による死者が多数発生したほか、世界遺産シバームの建造物群に倒壊などの被害[137]。
- 10月26日 - リトアニアで議会選挙の決選投票が行われる。対露協調派の与党が議席数を減らし、強硬派の野党が躍進。
- 10月29日 - アメリカ合衆国司法省、デルタ航空とノースウエスト航空の合併を認可、両社は即日合併、世界最大の航空会社誕生。新会社名はデルタ航空[138]。

### 11月

バラク・オバマ

- 11月4日 - アメリカ合衆国大統領選挙が施行され、バラク・オバマ（民主党）候補がジョン・マケイン（共和党）候補に圧勝し、第44代アメリカ合衆国大統領に当選した。なお、新大統領の就任式は2009年1月20日[139]。
- 11月8日
  - ニュージーランド総選挙で野党ニュージーランド国民党が勝利し、9年ぶりに政権を奪還[140]。
  - ロシア連邦太平洋艦隊の原子力潜水艦で火災消火装置の誤作動によると見られる事故が発生し、乗組員合計208名のうち、20名が死亡し、21名が負傷したことが判明。ロシア当局筋は『フロンガス漏れによる事故』と伝えている[141]。
- 11月13日 - 史上初の直接撮影された太陽系外惑星であるフォーマルハウトb、HR 8799 b、HR 8799 c、HR 8799 dの発見が発表される。
- 11月26日 - インド連邦共和国の都市：ムンバイでイスラム過激派組織によると見られる大規模同時多発テロ事件（ムンバイ同時テロ事件）が発生[142]、少なくとも172人が死亡、239人が負傷する惨事となった[143]。

### 12月
- 12月4日 - ノルウェーの首都オスロでクラスター弾に関する条約の署名式が行われる。
- 12月12日 - エクアドルのラファエル・コレア大統領が債務不履行（デフォルト）を宣言。
- 12月17日 - ブラジルで開催されたラ米・カリブ首脳会議で、米国の支配から自立した平和の地域統合をめざす「サルバドル宣言」が採択された[144]。
- 12月22日
  - ルーマニアでエミール・ボック内閣が成立（民主自由党・社会民主党連立）。
  - ギニアのランサナ・コンテ大統領が死去。アブバカル・ソンパレ下院議長が大統領代行。
- 12月23日 - ギニアでクーデターが発生。
- 12月27日 - イスラエルがロケット弾攻撃への報復としてガザ地区を空爆。後に侵攻（詳細はガザ紛争 (2008年-2009年)参照）

## 各分野の事柄

### 政治・経済
- ペルーでAPEC首脳会議・閣僚会議開催[145]。
- 欧州中央銀行、新ユーロ紙幣発行予定。
- アメリカ合衆国で「真の身分証明法 (REAL ID Act)」施行。
- 日本・コロンビア国交100周年記念。

### 技術・科学
- 日本エジプト科学技術年[146]

### スポーツ
- ニュージーランドで第1回FIFA U-17女子ワールドカップが開催される[147]。
- アメリカ・メジャーリーグのニューヨークにある2球場、ヤンキー・スタジアムとシェイ・スタジアムでの最終戦。両球場とも新球場置き換えのため、シーズン終了後に取り壊される。

### 環境
- 国際サンゴ礁年[148] - サンゴ礁保全の活動が国境を越えて展開された。

## イベント・行事

### 国際年
- 国際惑星地球年（International Year of Planet Earth）
- 国際ポテト年（International Year of the Potato）
- 国際言語年（International Year of Languages）
- 国際衛生年（International Year of Sanitation）

## 芸術・文化
- セルビアで第53回ユーロビジョン・ソング・コンテストが開催される。

### 映画
- アイアンマン
- 愛を読むひと
- 息もできない
- カンフー・パンダ
- マダガスカル2
- ホートン/ふしぎな世界のダレダーレ
- ねずみの騎士デスペローの物語
- スター・ウォーズ/クローン・ウォーズ
- ボルト
- ウォーリー
- グラン・トリノ
- クローバーフィールド/HAKAISHA
- スラムドッグ$ミリオネア
- 戦場でワルツを
- ダークナイト ※『バットマン ビギンズ』に続く「ダークナイト・トリロジー」第2作。2008年全世界興行収入第1位。
- チェイサー
- チェンジリング
- チョコレート・ファイター
- 脳内ニューヨーク
- ハート・ロッカー
- ヘルボーイ/ゴールデン・アーミー
- ぼくのエリ 200歳の少女
- ランボー/最後の戦場
- レスラー
- レッドクリフ（監督：ジョン・ウー）※三国志演義における「赤壁の戦い」が題材。製作費約60億円。

### 音楽
10月7日 - スウェーデンの企業「Spotify」がストリーミング配信サービス開設。

## 誕生

### 1月
- 1月2日 - 大里菜桜―女子ファッションモデル、 日本
- 1月16日 - 浅田大翔―男子サッカー選手、 日本
- 1月20日 - 久保凛―女子陸上競技選手、中距離走専門、 日本
- 1月23日 - 小野田華凜、ロージークロニクル

### 2月
- 2月6日 - ゴッドウィル・クコンキ―男子サッカー選手、 イギリス
- 2月11日 - 村越彩菜、ロージークロニクル
- 2月24日 - 石田凛音―子役女優、Youtuber（Youtubeチャンネル名『りおんチャンネル』） 日本
- 2月25日 - 植村葉純、ロージークロニクル
- 2月26日 - 松原ユリヤ、ロージークロニクル

### 3月
- 3月10日 - フランチェスコ・カマルダ―男子サッカー選手、 イタリア
- 3月20日 - 大藏康誠―能楽師狂言方大藏流、 日本
- 3月27日 - 横溝菜帆、子役
- 3月28日 - 風城ハル―女子プロレスラー、 日本
- 3月29日 - 住田萌乃、子役

### 4月
- 4月2日 - 坂上悠真―子役男優、 日本
- 4月4日 - 草木ひなの―女子スケートボーダー、 日本
- 4月16日 - エレオノール・ド・ベルジック―ベルギー王族、 ベルギー
- 4月18日 - 島川波菜、ロージークロニクル
- 4月21日 - ヘイン、アイドル（NewJeans）
- 4月26日 - 遠藤彩加里―女子アイドル、女子アイドルグループ『Juice=Juice』メンバー。 日本
- 4月28日 - 山口幸空、体操選手
- 4月29日 - 櫻井優輝―子役男優、 日本

### 5月
- 5月9日 - 今井暖大―子役男優、Youtuber、おさきは実姉。 日本
- 5月9日 - 櫻井佑音―子役女優、Youtuber、Youtubeチャンネル名『YUNEちゃんねる』　Tiktoker、
- 5月10日 - 市村優汰―子役男優、市村正親は実父、篠原涼子は実母、 日本
- 5月11日 - ヴァシリイェ・コストヴ―男子サッカー選手
- 5月18日 - 中村遥香、体操選手
- 5月24日 - 岩田琳香―女子サッカー選手、 日本
- 5月25日 - 有坂心花―女子ファッションモデル
- 5月29日 - カン・ジウ―女優、 韓国
- 5月31日 - 川原美杏―女子ファッションモデル、 日本

### 6月
- 6月3日 - ハルシャーリー・マルホートラ、子役、モデル
- 6月5日 - 後藤花、アンジュルム
- 6月10日 - 寺田心、子役
- 6月15日 - tuki.、シンガーソングライター
- 6月20日 - 川島夕空、子役
- 6月29日 - アリステイデ・スタウロス、ギリシャ王族

### 7月
- 7月8日 - 弓桁朱琴、モーニング娘。
- 7月15日 - イアン・アーミテージ、子役

### 8月
- 8月25日 - 土屋希乃、子役

### 9月
- 9月29日 - エマ・タルーラ・ベーン、ノルウェー王族

### 10月
- 10月5日 - 伊藤栞穂、子役
- 10月20日 - 石井泉羽、つばきファクトリー

### 11月
- 11月22日 - 岩田奏、俳優
- 11月24日 - アイラ・サマーヘイズ、子役
- 11月30日 - 小鷹狩八、子役

### 12月
- 12月18日 - 天白奏音、子役
- 12月30日 - 森田拳、子役
- 12月31日 - 垂水文音、子役

## 動物
- 1月 - パウル、サッカードイツ代表の国際試合の結果を予言したマダコ（+ 2010年）
- 10月9日 - ボー、バラク・オバマ（アメリカ合衆国）の犬

## 人物以外
- 3月21日 - トーセンレーヴ、競走馬

## ノーベル賞
- 物理学賞 - 小林誠、益川敏英、南部陽一郎
- 化学賞 - マーティン・チャルフィー、下村脩、ロジャー・Y・チエン
- 生理学・医学賞 - フランソワーズ・バレ＝シヌシ、ハラルド・ツア・ハウゼン、リュック・モンタニエ
- 文学賞 - ジャン＝マリ・ギュスターヴ・ル・クレジオ
- 平和賞 - マルッティ・アハティサーリ
- 経済学賞 - ポール・クルーグマン

## 予言
- ジョン・タイター アメリカの内戦が全面化する[149]。
- 9月13日に中国で100万人規模の被害者を出す地震と津波が起きるとの予言が、ブラジルの予知夢による予言者ジュセリーノ・ダ・ルースによって発表されている[注釈 1]。